# Boe (Nauru)
Boe je okrug u otočnoj državi Nauru na jugozapadu otoka. S površinom od samo 0,5 km² je ovo najmanji okrug na Nauruu (nešto veći od Vatikana). Graniči s okrugom Aiwo na sjeveru, Buadom na sjeveroistoku i Yarenom na jugoistoku. Boe je dio istoimenog izbornog okruga.

### Povijesna sela
Do 1968. današnji teritorij okruga bilo je područje gdje se nalazilo četiri povijesna sela.
| Povijesna sela Boea |
| ------------------- |
| Anamangidrin        |
| Atubwinumar         |
| Biteye              |
| Kareeub             |